# Mickell Gladness
Mickell Jawaun Gladness (nascido em 26 de julho de 1986) é um jogador de basquete profissional norte-americano. Gladness cresceu no Alabama, jogou basquete universitário em Lawson State Community College e A & M University Alabama, e começou sua carreira profissional na Holanda. 

## Carreira Profissional
Gladness não foi selecionado no Draft da NBA de 2008. Sem uma equipe na NBA, ele foi para a Europa para jogar no Matrixx Magix Nijmegen na Liga de Basquete Holandesa em 2008-09. Gladness havia assinado um contrato de dois anos, mas depois da insatisfação com o estilo de jogo em Matrixx ele decidiu optar por sair antes do término do contrato. Ele participou da Liga de Verão da NBA em 2010 como membro do Miami Heat. Gladness assinou com o Heat um acordo não garantido em 27 de setembro de 2010, mas foi dispensado durante a pré-temporada em 11 de outubro. Em 24 de dezembro de 2011, o Heat anunciou que Gladness iria fazer parte do elenco na temporada 2011-12. Ele foi dispensado pela equipe em 7 de fevereiro de 2012. Em 12 de fevereiro, Gladness assinou um contrato de 10 dias com o Heat. Em 28 de fevereiro, Gladness assinou outro contrato de 10 dias com o Heat.
Gladness foi assinou contrato com o Golden State Warriors em 22 de março de 2012, para um contrato de 10 dias. Em 1 de abril de 2012, Gladness assinou contrato com os Warriors até o final da temporada. 
Em 7 de setembro de 2012, Gladness voltou ao Miami Heat.

## Estatísticas na NBA

### Temporada Regular
| Ano      | Equipe                | PJ | PT | MPJ  | AP   | 3P   | LL   | RT  | AS  | BR  | TO  | PPJ |
| -------- | --------------------- | -- | -- | ---- | ---- | ---- | ---- | --- | --- | --- | --- | --- |
| 2011-12  | Miami Heat            | 8  | 0  | 3.5  | .333 | .000 | .000 | 1.4 | 0.3 | 0.1 | 0.1 | 0.3 |
| 2011-12  | Golden State Warriors | 18 | 7  | 12.4 | .429 | .000 | .500 | 2.6 | 0.2 | 0.2 | 1.1 | 3.0 |
| Carreira |                       | 26 | 7  | 9.7  | .424 | .000 | .500 | 2.2 | 0.2 | 0.2 | 0.8 | 2.2 |